# Pirka, Mölbling
Pirka je naselje v Občini Mölbling v Okraju Šentvid ob Glini na Koroškem v Avstriji.